# ビレンドラ・ビール・ビクラム・シャハ
ビレンドラ・ビール・ビクラム・シャハ・デーブ（ネパール語: वीरेन्द्र वीर विक्रम शाह देव, ラテン文字転写: Birendra Bir Bikram Shah Dev、1945年12月28日 - 2001年6月1日）は、ネパール王国の第10代君主（在位: 1972年1月31日 - 2001年6月1日）。第9代マヘンドラの長男。

## 生涯
1945年12月28日、ネパール王太子マヘンドラ・ビール・ビクラム・シャハと、最初の妻であるインドラ・ラージャ・ラクシュミー・デビー王太子妃の長男としてカトマンズのナラヤンヒティ宮殿にて生まれた。
ビレンドラは、弟のギャネンドラと共に、ダージリンにあるイエズス会の学校であるセント・ジョゼフ・スクールに8年間通う。1955年3月13日、祖父のトリブバン国王が死去し、父マヘンドラがネパールの王位を継承した。マヘンドラの即位に伴い、ビレンドラは王太子となる。
1959年、イギリスのイートン・カレッジに入学し、1964年に卒業するまで在籍した。卒業後はネパールに戻り、国内の各地を歩いて冒険する旅に出た。
1967年には東京大学に留学し、親日家としても知られていた。大学に留学していたビレンドラに熱海の植物友の会が桜と梅の種を献上し、その返礼としてヒマラヤザクラが贈られた。また、同年から翌1968年にかけてハーバード大学にも留学し、政治学を学んだ。
1972年、父マヘンドラ国王の崩御に伴い、ビレンドラが即位した。
1980年5月、父マヘンドラが創設した政党制を否定するパンチャーヤト制の是非を問う国民投票が行われ、僅差で存続が決まった。
1990年4月、民主化を求める声が高まったのを受けて、パンチャーヤト制を廃止し、11月には複数政党制、基本的人権などを認める新憲法を公布。新憲法では主権在民がうたわれ、国王は「国家と国民の統合の象徴」であるとされ、ネパールは立憲君主制へ移行した。これにより絶対君主制に終止符が打たれ、ビレンドラは開明的君主として、国民の厚い信頼を得た。
翌1991年5月、新憲法に基づく複数政党制による総選挙が行われ、ネパール会議派が第1党となり、ギリジャー・プラサード・コイララが組閣した。だが、高度な報道の自由を認めた結果、政治家の腐敗が明らかとなり、政争は激化し、会議派、統一共産党、国家民主党などの短命内閣が相次いだ。
2001年6月1日、ネパール王族殺害事件でアイシュワリヤ王妃、第二王子ニーラージャンらとともに射殺された。事件の犯人とされる長男のディペンドラ王太子が意識不明のまま即位したが、3日後に崩御したため、弟のギャネンドラが即位した。